# علوم الليزر

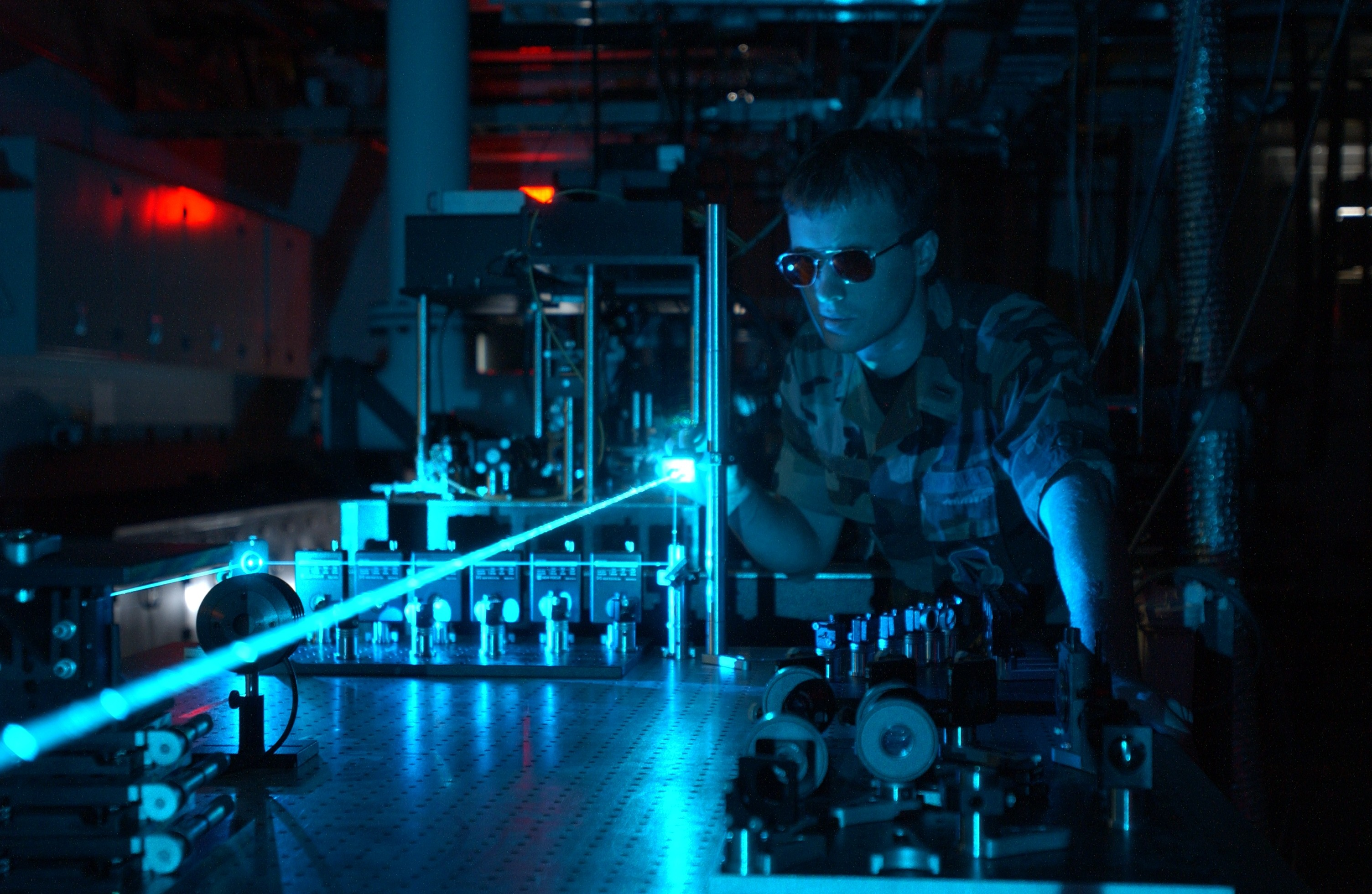
تجربة الليزر في القوات الجوية الأمريكية.

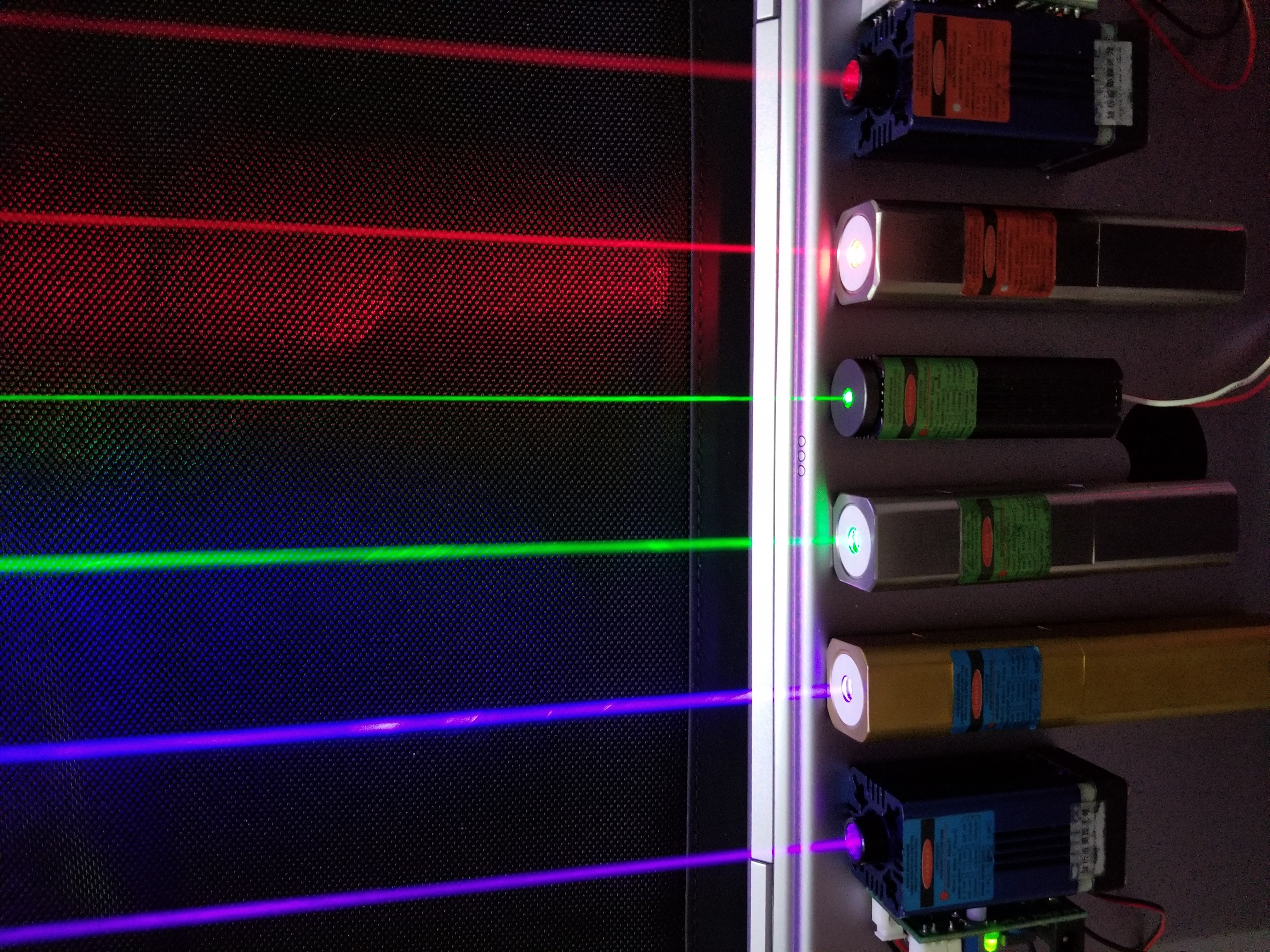
وحدات الليزر (405، 445، 520، 532، 635 و660 نانومتر)

علوم الليزر أو فيزياء الليزر هو فرع من فروع علم البصريات والذي يصف نظرية وسلوك الليزر.
تهتم فيزياء الليزر بالإلكترونيات الكمومية، مكونات الليزر، التصميم التجويفي للبصر، التطوذ الزمني لحقل الضوء في الليزر، انتشار شعاع الليزر لا سيما فيزياء الحزم الغوسية، تطبيقات الليزر والمجالات المرتبطة بها مثل البصريات غير الخطية والبصريات الكمية.

## التاريخ

مضخة ضوئية لأسطوانة ليزر (أسفل) بواسطة قوس ضوئي (أعلى). السهم الأحمر : ساخن. السهم الأخضر : ضوء. الأسهم الصغيرة : تبريد بالماء.

تمت دراسة علوم الليزر قبل اختراع الليزر نفسه. فمع نشر ألبرت آينشتاين أسس الليزر والمايزر في عام 1917، في ورقة بحثية يشرح فيها قوانين الإشعاع التي صاغها ماكس بلانك باستخدام شكليات قائمة على معاملات الاحتمال (معاملات آينشتاين) للامتصاص، الانبعاث التلقائي، تحفيز الإشعاع الكهرومغناطيسي. بينما تم تأكيد وجود إنبعاث محفز في عام 1928 من قبل الفيزيائي الألماني رودولف دابليو لادنبرغ، في حين تم اختراع أول شعاع ليزر في عام 1939 من قبل الفيزيائي فالنتين فابريكانت الذي حدد الشروط اللازمة لتضخيم الضوء باستخدام انبعاث محفز.
في عام 1947، وجد كلا من ويليس لامب و ريذرفورد انبعاث واضح محفزًا في الأطياف الهيدروجينية. في عام 1950، اقترح ألفريد كاستلر (الحاصل على جائزة نوبل في الفيزياء عام 1966) طريقة عمل المضخة الضوئية (تم تأكيد التجربة بعد عامين من قبل بروسل، كاستلر ووتنر).
يرجع الفضل في توصيف المبادئ النظرية التي تصف عملية تكوين شعاع ليزر الميكروويف (ماذر) إلى عالما الفيزياء الروسيان نيكولاي باسوف وألكسندر بروخروف، في مؤتمر جميع الاتحاد بالإذاعة في مايو 1952. تم اختراع أول ماذر من قبل تشارلز هارد تاونز، جيمس جوردون، اتش جيه زيجلر.
حصل كل من آرثر أشكين، جيرار مورو، دونا ستريكلاند على جائزة نوبل في الفيزياء في عام 2018 عن الاختراعات الرائدة في مجال فيزياء الليزر.
تم عرض ليزر ياقوتي لأول مرة بواسطة ثيودور ميمان في مختبرات هيوز للأبحاث. في عام 1960.

## روابط خارجية
- أمثلة توضيحية مفصلة جدا عن الليزر نسخة محفوظة 14 يونيو 2008 على موقع واي باك مشين.
- كيف يعمل شعاع الليزر؟- يوتيوب
- قوة شعاع الليزر